# Robert Helm
Robert Helm (* 7. Juli 1879 in Saarbrücken; † 1955 in Schönwald im Schwarzwald) war ein deutscher Tuchindustrieller und Kommunalpolitiker.

## Leben
Nach dem Abitur am humanistischen Gymnasium in Neustadt an der Weinstraße studierte Robert Helm an den Universitäten Würzburg und Greifswald Rechtswissenschaften. 1899 wurde er Mitglied des Corps Moenania Würzburg. Noch im selben Jahr schloss er sich dem Corps Guestfalia Greifswald an. Nach der Promotion zum Dr. jur. und dem preußischen Assessorexamen war er mehrere Jahre an preußischen Gerichten und bei der Staatsanwaltschaft tätig. Nach seinem Übertritt in die Kommunalverwaltung war er von 1919 bis 1920 besoldeter Beigeordneter des Magistrats der Stadt Essen an der Ruhr. 1920 wurde er Direktor und Vorstandsmitglied der Vereinigten Tuchfabriken Botzong-Waltzinger AG in Lambrecht (Pfalz). Er war Vorsitzender der Vereinigung pfälzischer Tuchfabriken, stellvertretender Vorsitzender des Verbandes süddeutscher Textilarbeitgeber, Landesgruppe Pfalz, stellvertretender Vorsitzender der Arbeitgebervereinigung für Neustadt und Umgebung und Ausschussmitglied des Verbandes Pfälzischer Industrieller. Er war Stadtrat von Lambrecht. In den 1930er-Jahren wurde er Bürgermeister und Stadtkämmerer von Krefeld.

## Auszeichnungen
- Kommerzienrat
- Ehrenmitglied des Corps Guestphalia Bonn und Greifswald zu Bonn (1954)[1]